# Чистка (політика)
Чистка — розмовний термін, що означає усунення неугодних людей, тобто відсторонення, ув'язнення, депортацію або вбивство. Людей усувають, тому що глава держави вважає їх опонентами, нелояльними або небезпечними для уряду, економіки чи суспільства. Це усунення монархами або диктаторами частини правлячої еліти або тих, хто відповідає за різні державні структури (армію, поліцію, уряд). Вони характеризуються своєю масовістю та безжальністю. Найпоширенішою мотивацією для їх проведення є нав'язлива підозра правителя чи лідера і бажання усунути ймовірних ворогів.
Найбільші чистки, що призвели до насильства та фізичного знищення, відбулися в маоїстському Китаї, за часів правління Адольфа Гітлера в Німеччині (Ніч довгих ножів, Кришталева ніч, Збоньшинська акція), та Йосипа Сталіна в СРСР (Великий терор).
Деякі відомі чистки:
- Нацисти вбили Ернста Рема та десятки інших керівників воєнізованого формування СА в Німеччині в «ніч довгих ножів» влітку 1934 року.[3]
- Протягом 1934–1939 років радянський диктатор Йосип Сталін убив або депортував десятки лідерів партії.[3]
- Після того, як іракський диктатор Саддам Хусейн прийшов до влади в 1979 році, він очистив понад 60 високопоставлених членів партії Баас, багато з яких були страчені за державну зраду.[3]
- Лідер Китаю Ден Сяопін розчистив групу прихильників покійного диктатора Мао, або «Банду чотирьох».[3]
- У 1920-х роках в Україні була побудована високополітизована система освіти з жорсткими обмеженнями демократії та репресіями, яка використовувала вузькокласовий підхід замість загальнолюдського.[4] Під час навчання соціальний склад студентства регулювався періодичними «класовими чистками».[4]
- Розстріляне відродження